# Ermreus
Ermreus ist ein Gemeindeteil der Gemeinde Kunreuth im Landkreis Forchheim (Oberfranken, Bayern).

## Geografie
Das Dorf liegt im Erlanger Albvorland und befindet sich etwas mehr als einen Kilometer südsüdwestlich des Ortszentrums von Kunreuth auf einer Höhe von 332 m ü. NHN.

## Geschichte
Bis zum Ende des 18. Jahrhunderts unterstand Ermreus der Hochgerichtsbarkeit des zum Hochstift Bamberg gehörenden Centamtes Forchheim. Die grundherrschaftlichen Besitzverhältnisse im Ort verteilten sich auf mehrere Vogteiherren, darunter das ebenfalls bambergische Amt Neunkirchen sowie mehrere Adelsfamilien. Die Dorf- und Gemeindeherrschaft übte das bambergische Oberamt Forchheim aus, was allerdings von der Gemeinde nicht anerkannt wurde. Das Hochstift Bamberg wurde infolge des Reichsdeputationshauptschlusses 1802/03 säkularisiert und unter Bruch der Reichsverfassung vom Kurfürstentum Pfalz-Baiern annektiert. Dadurch wurde Ermreus ein Bestandteil der während der „napoleonischen Flurbereinigung“ in Besitz genommenen neubayerischen Gebiete.
Durch die Verwaltungsreformen zu Beginn des 19. Jahrhunderts im Königreich Bayern wurde Ermreus mit dem Zweiten Gemeindeedikt 1818 ein Bestandteil der Ruralgemeinde Gaiganz. Im Jahr 1843 wurde Ermreus eine Ruralgemeinde, die im Zuge der Gebietsreform in Bayern am 1. Juli 1971 in die Gemeinde Kunreuth eingegliedert wurde.

## Verkehr
Die Anbindung an das öffentliche Straßennetz wird von einer Gemeindeverbindungsstraße hergestellt, die im südöstlichen Ortsbereich Kunreuths von der Staatsstraße St 2236 abzweigt und nach Durchlaufen des Ortes in den etwa einen Kilometer westsüdwestlich gelegenen Nachbarort Gaiganz weiterführt, wo sie in die Staatsstraße St 2242 einmündet.